# Little Green Cars
I Little Green Cars sono stati un gruppo musicale irlandese, formatosi nel 2008 e composto da 
Stevie Appleby, Dylan Lynch, Donagh Seaver O'Leary, Adam O'Regan e Faye O'Rourke.

## Storia
L'album di debutto dei Little Green Cars, intitolato Absolute Zero, è stato pubblicato a marzo 2013 ed ha raggiunto la vetta della classifica irlandese e la 94ª posizione della Official Albums Chart. Nello stesso anno sono stati selezionati alla lista Sound of..., stilata dalla BBC, e si sono esibiti a festival quali il South by Southwest, il Coachella e il Lollapalooza. Nel 2016 è uscito il loro secondo disco, Ephemera, che si è fermato alla numero 2 in madrepatria, e tre anni più tardi il gruppo ha annunciato il loro scioglimento.

## Discografia

### Album in studio
- 2013 – Absolute Zero
- 2016 – Ephemera

### EP
- 2008 – Volume I
- 2008 – Volume II
- 2013 – Harper Lee

### Singoli
- 2012 – The John Wayne
- 2013 – Harper Lee
- 2001 – My Love Took Me Down To The River To Silence Me
- 2013 – Big Red Dragon
- 2016 – The Song They Play Every Night
- 2016 – Easier Day
- 2016 – Clair De Lune